# ديفيد فوغان

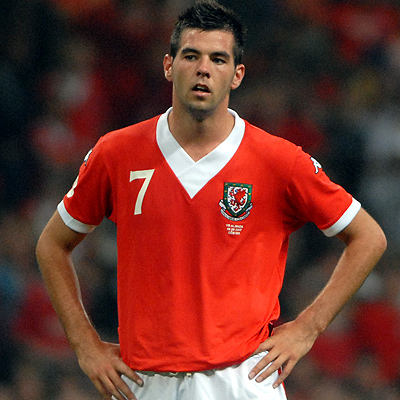

ديفيد أوين فوغان (بالإنجليزية: David Owen Vaughan)‏ (مواليد 18 فبراير 1983 في أبرغل) لاعب كرة قدم ويلزي دولي يجيد اللعب في خط الوسط. يلعب حاليا لصالح نادي بلاكبول الإنجليزي منذ 2008 .

## مسيرته الكروية
لعب ديفيد فوغان خلال مسيرته الاحترافية مع 6 أندية في واحد وعشرون موسمًا وسجل خلالها 27 هدفًا ضمن 475 مباراة. ولم يفز بأي موسم بالكأس أو بالدوري.
خاض ديفيد فوغان مسيرته مع نادي كرو ألكساندرا في موسم 2000–01 ليلعب معه ثمانية مواسم، مشاركًا في 184 مباراة سجل خلالها 18 هدفًا. ثم انتقل إلى نادي ريال سوسيداد في موسم 2007–08 لمدة موسم واحد، حيث شارك في 9 مباريات سجل خلالها هدفًا واحدًا. لينتقل بعدها إلى نادي بلاكبول في موسم 2008–09 واستمر معه طيلة ثلاثة مواسم، مشاركًا في 109 مباراة سجل خلالها 4 أهداف. ثم انتقل إلى نادي سندرلاند في موسم 2011–12 واستمر معه طيلة ثلاثة مواسم، مشاركًا في 49 مباراة سجل خلالها 3 أهداف. هذا وانتقل لاحقًا إلى نادي نوتينغهام فورست في موسم 2013–14 ليلعب معه خمسة مواسم، مشاركًا في 102 مباراة سجل خلالها هدفًا واحدًا. ثم انتقل بعدها إلى نادي نوتس كاونتي في موسم 2018–19 لمدة موسم واحد، مشاركًا في 22 مباراة ولم يسجل أي هدف.

## روابط خارجية
- ديفيد فوغان على موقع الاتحاد الدولي (مؤرشف)  (الإنجليزية)
- ديفيد فوغان على موقع الاتحاد الأوربي (الإنجليزية)
- ديفيد فوغان على موقع قاعدة بيانات كرة القدم.إي يو (الإنجليزية)
- ديفيد فوغان على موقع ناشيونال فوتبول تيمز (الإنجليزية)
- ديفيد فوغان على موقع Soccerbase.com (لاعب) (الإنجليزية)
- ديفيد فوغان على موقع Soccerway.com (الإنجليزية)
- ديفيد فوغان على موقع عالم كرة القدم.نت (الإنجليزية)
- ديفيد فوغان على موقع كووورة
- ديفيد فوغان على موقع AS.com (الإسبانية)